# Josef Pour
Josef Pour (1852 Libonice – 23. dubna 1900 Libonice) byl rakouský politik české národnosti z Čech, poslanec Českého zemského sněmu.

## Biografie
V letech 1891–1899 působil jako okresní starosta hořického okresu. Byla po něm pojmenována Hospodářsko-čtenářská beseda „Pour“, která vznikla roce 1905 a existovala do roku 1921. Kromě působení coby okresní starosta byl také dlouholetým obecním starostou v Hořicích. Zasedal v místní školní radě a v ředitelstvu vodních družstev.
V 90. letech se zapojil i do vysoké politiky. V doplňovacích zemských volbách v květnu 1890 byl zvolen na Český zemský sněm, kde zastupoval kurii venkovských obcí, obvod Hořice, Nová Paka. Patřil k mladočeské straně. Nahradil Václava Munzara. Rezignace byla oznámena v září 1892.
Zemřel v dubnu 1900 po zhoubné nemoci, se kterou bojoval po dva roky.